# Ezekijel (knjiga)
Ezekijel je jedna od knjiga Biblije, dio Staroga zavjeta. Istoimeni pisac je jedan od četvorice velikih biblijskih proroka. Napisao je proročanstva o razorenju Jeruzalema, o okolnim narodima i o obnovi Izraela. Biblijska kratica knjige je Ez.
Pisac je Ezekijel "sin Buzijev, svećenik u zemlji kaldejskoj, na rijeci Kebar". (Ez 1,3)Njegovo ime znači "Bog jača". Babilonci su osvojili Jeruzalem i Izrael, a narod su odveli u babilonsko zatočeništvo. Ezekijel je odveden u drugoj skupinu zajedno s kraljem Jojakinom (Ez 1,2) 597. g. pr. Kr. Imao je ženu, koja je umrla u devetoj godini zatočeništva (Ez 24,18). Tijekom zatočeništva u Babilonu, živio je u vlastitoj kući na rijeci Kebar. Zarobljeni Judejci dolazili su mu pomoć. Ezekijel je prorokovao od 592. do 570. pr. Kr. Ono što je napisao u knjizi, uglavnom je kronološkim redom, osim tri iznimke.
Ezekijelova knjiga ima sličnosti s Jeremijinom knjigom. Oba prikazuju svijest o tužnom stanju naroda, koji je otpao od Boga, proriču propast judejskog kraljevstva i razorenje Jeruzalema, ali i konačnu obnovu te uspostavu Tisućgodisnjeg kraljevstva. Ima sličnosti i s Danijelovom knjigom. Danijel prikazuje vrijeme u kojem je Bog vlast nad Zemljom predao u ruke poganskih naroda, a Ezekijel piše o vremenu prije i nakon njihovog pustošenja Jeruzalema. 
Ova knjiga ima 48 poglavlja. Može se podijeliti u tri dijela. U prvom dijelu (od 1. do 24. poglavlja), prorok Ezekijel piše proročanstva o razorenju Jeruzalema, do kojeg je došlo zbog grijeha izraelskog naroda, idolopoklonostva, pojave lažnih proroka. Jeruzalem je razoren, judejski kralj odveden je u babilonsko zatočeništvo zajedno s narodom. Slava Jahvina, vidljivi je znak Božje prisutnosti. Spominje se mnogo puta u ovoj knjizi. Prikazuje se u obliku oblaka, koji se nalazi u najsvetijem dijelu jeruzalemskog Hrama. Kada su Babilonci osvojili i razorili Jeruzalem, oblak Slave Jahvine otišao je s anđelima kerubinima iz Hrama i Jeruzelema: "Uto se Slava Jahvina vinu s praga Doma i stade nad kerubinima. Tada kerubini raširiše krila i podigoše se sa zemlje pred mojim očima (Ez 10,18-19)." Ponovno će boraviti u novom Hramu u Tisućgodišnjem kraljevstvu. U međuvremenu, oblak Slave Jahvine pojavio se kada se Isus proslavio na gori preobraženja (Mt 17,5). Drugi dio knjige (od 25. do 32. poglavlja) sastoji od proročanstava o sedam okolnih naroda. To su: Amonci, Moabi, Edomci, Filistejci, stanovnici gradova Tira i Sidona te Egipćani. Njih stiže osuda i propast zbog grijeha i idolopoklonstva. Treći dio knjige (od 33. do 48. poglavlja) je proročanstvo o obraćenju izraelskog naroda u posljednje doba, ponovnom ujedinjenju te opis Tisućgodišnjeg kraljevstva s Hramom u Jeruzalemu.
Knjiga se izravno ne citira nigdje u Novom zavjetu. No, Isus je u razgovoru s Nikodemom (Iv 3) govorio o potrebi novog rođenja iz vode i duha, a Ezekijel je o tome pisao (Ez 36,25-27). Knjiga Otkrivenja ima sličnosti s ovom knjigom u ponekim temama.